# Baloče
Baloče (baljuška, baloće, lat. Gagea), rod jednosupnica u porodici ljiljanovki. Pripada mu preko 200 vrsta trajnica, od kojih nekoliko raste i po Hrvarskoj: vlasasto baloče (G. villosa), cjevasto baloče (G. pusilla), livadno baloče (G. pratensis), žuto baloče (G. lutea), malo baloče (G. minima)
Rod lojdija (Lloydia), uklopljen je u baloče.

## Vrste
1. Gagea × absurda Levichev
2. Gagea afghanica A.Terracc.
3. Gagea aipetriensis Levichev
4. Gagea alashanica Y.Z.Zhao & L.Q.Zhao
5. Gagea alberti Regel
6. Gagea alexeenkoana Miscz.
7. Gagea alexejana Kamelin ex Levichev
8. Gagea alexii Ali & Levichev
9. Gagea algeriensis (Chabert) Chabert ex Batt.
10. Gagea alii Levichev
11. Gagea almaatensis Levichev, A.Peterson & J.Peterson
12. Gagea altaica Schischk. & Sumnev.
13. Gagea amblyopetala Boiss. & Heldr.
14. Gagea ancestralis Levichev
15. Gagea angelae Levichev & Schnittler
16. Gagea angrenica Levichev
17. Gagea anisopoda Popov
18. Gagea antakiensis Kayikçi, Ocak & Teksen
19. Gagea apulica Peruzzi & J.-M.Tison
20. Gagea artemczukii Krasnova
21. Gagea azutavica Kotukhov
22. Gagea baluchistanica Levichev & Ali
23. Gagea baschkyzylsaica Levichev
24. Gagea bashoensis Ali
25. Gagea bergii Litv.
26. Gagea bezengiensis Levichev
27. Gagea bithynica Pascher
28. Gagea bohemica (Zauschn.) Schult. & Schult.f.
29. Gagea bornmuelleriana Pascher
30. Gagea bowes-lyonii Levichev
31. Gagea brevistolonifera Levichev
32. Gagea bulbifera (Pall.) Salisb.
33. Gagea caelestis Levichev
34. Gagea calantha Levichev
35. Gagea calcicola Zarrei & Wilkin
36. Gagea calyptrifolia Levichev
37. Gagea capillifolia Vved.
38. Gagea capusii A.Terracc.
39. Gagea caroli-kochii Grossh.
40. Gagea chabertii A.Terracc.
41. Gagea chanae Grossh.
42. Gagea charadzeae Davlian.
43. Gagea chinensis Y.Z.Zhao & L.Q.Zhao
44. Gagea chitralensis S.Dasgupta & Deb
45. Gagea chlorantha (M.Bieb.) Schult. & Schult.f.
46. Gagea chloroneura Rech.f.
47. Gagea chomutovae (Pascher) Pascher
48. Gagea chrysantha (Jan) Schult. & Schult.f.
49. Gagea circumplexa Vved.
50. Gagea commutata K.Koch
51. Gagea confusa A.Terracc.
52. Gagea cuneata Levichev & Murtaz.
53. Gagea czatkalica Levichev
54. Gagea daghestanica Levichev & Murtaz.
55. Gagea daqingshanensis L.Q.Zhao & Jie Yang
56. Gagea davlianidzeae Levichev
57. Gagea dayana Chodat & Beauverd
58. Gagea delicatula Vved.
59. Gagea deserticola Levichev
60. Gagea divaricata Regel
61. Gagea drummondii Levichev & Ali
62. Gagea dschungarica Regel
63. Gagea dubia A.Terracc.+
64. Gagea durieui Parl.
65. Gagea eleonorae Levichev
66. Gagea exilis Vved.
67. Gagea fedtschenkoana Pascher
68. Gagea ferganica Levichev
69. Gagea fibrosa (Desf.) Schult. & Schult.f.
70. Gagea filiformis (Ledeb.) Kar. & Kir.
71. Gagea flavonutans (H.Hara) Zarrei & Wilkin
72. Gagea foliosa (C.Presl) Schult. & Schult.f.
73. Gagea fragifera (Vill.) E.Bayer & G.López, jagodasta baljuška
74. Gagea gageoides (Zucc.) Vved.
75. Gagea germainae Grossh.
76. Gagea glacialis K.Koch
77. Gagea glaucescens Levichev
78. Gagea goekyigitii Eker & Teksen
79. Gagea goljakovii Levichev
80. Gagea gracillima Pamp.
81. Gagea graeca (L.) Irmisch
82. Gagea graminifolia Vved.
83. Gagea granatellii (Parl.) Parl.
84. Gagea granulosa Turcz.
85. Gagea gymnopoda Vved.
86. Gagea gypsacea Levichev
87. Gagea × haeckelii C.W.Dufft & M.Schulze
88. Gagea helenae Grossh.
89. Gagea hiensis Pascher
90. Gagea hissarica Lipsky
91. Gagea humicola Levichev
92. Gagea huochengensis Levichev
93. Gagea ignota Levichev
94. Gagea incrustata Vved.
95. Gagea intercedens Pascher
96. Gagea iranica Zarrei & Zarre
97. Gagea jaeschkei Pascher
98. Gagea japonica Pascher
99. Gagea jensii Levichev & Schnittler
100. Gagea jispensis Ali & Levichev
101. Gagea joannis Grossh.
102. Gagea juliae Pascher
103. Gagea kamelinii Levichev
104. Gagea kneissea J.Thiébaut
105. Gagea kopetdagensis Vved.
106. Gagea kunawurensis (Royle) Greuter
107. Gagea kuraiensis Levichev
108. Gagea kuraminica Levichev
109. Gagea lacaitae A.Terracc.
110. Gagea leosii Ali & Levichev
111. Gagea libanotica (Hochst.) Greuter
112. Gagea lojaconoi Peruzzi
113. Gagea longiscapa Grossh.
114. Gagea × luberonensis J.-M.Tison
115. Gagea ludmilae Levichev
116. Gagea lusitanica A.Terracc.
117. Gagea lutea (L.) Ker Gawl., žuto baloče
118. Gagea luteoides Stapf
119. Gagea maeotica Artemczuk
120. Gagea marchica Henker, Kiesew., U.Raabe & Rätzel
121. Gagea mauritanica Durieu
122. Gagea menitskyi Levichev
123. Gagea mergalahensis Ali & Levichev
124. Gagea michaelis Golosk.
125. Gagea micrantha (Boiss.) Pascher
126. Gagea minima (L.) Ker Gawl., malo baloče
127. Gagea minutiflora Regel
128. Gagea minutissima Vved.
129. Gagea moniliformis J.-M.Tison
130. Gagea multipedunculifera Levichev
131. Gagea nabievii Levichev
132. Gagea nakaiana Kitag.
133. Gagea neopopovii Golosk.
134. Gagea nevadensis Boiss.
135. Gagea noltiei Peruzzi, J.-M.Tison, A.Peterson & J.Peterson
136. Gagea novoascanica Klokov
137. Gagea olgae Regel
138. Gagea omalensis J.-M.Tison
139. Gagea paedophila Vved.
140. Gagea pakistanica Levichev & Ali
141. Gagea × pampaninii A.Terracc.
142. Gagea paniculata Levichev
143. Gagea pauciflora (Turcz. ex Trautv.) Ledeb.
144. Gagea pedata Levichev
145. Gagea peduncularis (C.Presl) Pascher
146. Gagea peruzzii J.-M.Tison
147. Gagea podolica Schult. & Schult.f.
148. Gagea × polidorii J.-M.Tison
149. Gagea polymorpha Boiss.
150. Gagea × pomeranica R.Ruthe
151. Gagea popovii Vved.
152. Gagea praemixta Vved.
153. Gagea pratensis (Pers.) Dumort.,  livadno baloče
154. Gagea pseudominutiflora Levichev
155. Gagea pseudopeduncularis J.-M.Tison
156. Gagea punjabica Levichev & Ali
157. Gagea pusilla (F.W.Schmidt) Sweet, cjevasto baloče
158. Gagea quasitenuifolia Levichev
159. Gagea quettica Levichev & Ali
160. Gagea ramulosa A.Terracc.
161. Gagea rawalpindica Levichev & Ali
162. Gagea reinhardii Levichev
163. Gagea reticulata (Pall.) Schult. & Schult.f.
164. Gagea reverchonii Degen
165. Gagea rigida Boiss. & Spruner
166. Gagea robusta Zarrei & Wilkin
167. Gagea rubicunda Meinsh.
168. Gagea rubinae Ali
169. Gagea rufidula Levichev
170. Gagea rupicola Levichev
171. Gagea sarmentosa K.Koch
172. Gagea sarysuensis Murz.
173. Gagea schachimardanica Levichev
174. Gagea schugnanica Levichev & Navruzsh.
175. Gagea scythica Artemczuk
176. Gagea serotina (L.) Ker Gawl., kasna lojdija
177. Gagea setifolia Baker
178. Gagea shmakoviana Levichev
179. Gagea sicula Lojac.
180. Gagea siphonantha Rech.f.
181. Gagea sivasica Hamzaoglu
182. Gagea soleirolii F.W.Schultz
183. Gagea spathacea (Hayne) Salisb.
184. Gagea spumosa Levichev
185. Gagea staintonii Rech.f.
186. Gagea stepposa L.Z.Shue
187. Gagea subtilis Vved.
188. Gagea sulfurea Miscz.
189. Gagea tadshikistanica Levichev
190. Gagea takhtajanii Levichev
191. Gagea talassica Levichev
192. Gagea taschkentica Levichev
193. Gagea taurica Steven
194. Gagea tenera Pascher
195. Gagea tenuissima Miscz.
196. Gagea tesquicola Krasnova
197. Gagea × theobaldii Brügger
198. Gagea tisoniana Peruzzi, Bartolucci, Frignani & Minut.
199. Gagea toktogulii Levichev
200. Gagea toppinii S.Dasgupta & Deb
201. Gagea transversalis Steven
202. Gagea triflora (Ledeb.) Schult. & Schult.f.
203. Gagea trinervia (Viv.) Greuter
204. Gagea turanica Levichev
205. Gagea ucrainica Klokov
206. Gagea ugamica Pavlov
207. Gagea ulazsaica Levichev
208. Gagea uliginosa Siehe & Pascher
209. Gagea utriculosa Levichev
210. Gagea × vaga Levichev
211. Gagea vaginata Pascher
212. Gagea vanensis Teksen & Karaman
213. Gagea vegeta Vved.
214. Gagea villosa (M.Bieb.) Sweet, vlasasto baloče
215. Gagea villosula Vved.
216. Gagea vvedenskyi Grossh.
217. Gagea wallichii Levichev & Ali
218. Gagea wendelboi Rech.f.
219. Gagea xiphoidea Levichev